# Tratado de Badajoz (1801)
El Tratado de Badajoz fue un acuerdo de paz firmado el 6 de junio de 1801 en la ciudad de Badajoz entre España y Portugal, poniendo fin a la guerra de las Naranjas. El 29 de septiembre del mismo año, Francia y Portugal firmaron el Tratado de Madrid con el mismo fin. En ambos se incluía la obligación de cerrar los puertos portugueses a sus aliados británicos y permitir el paso franco a los franceses.

## Contexto

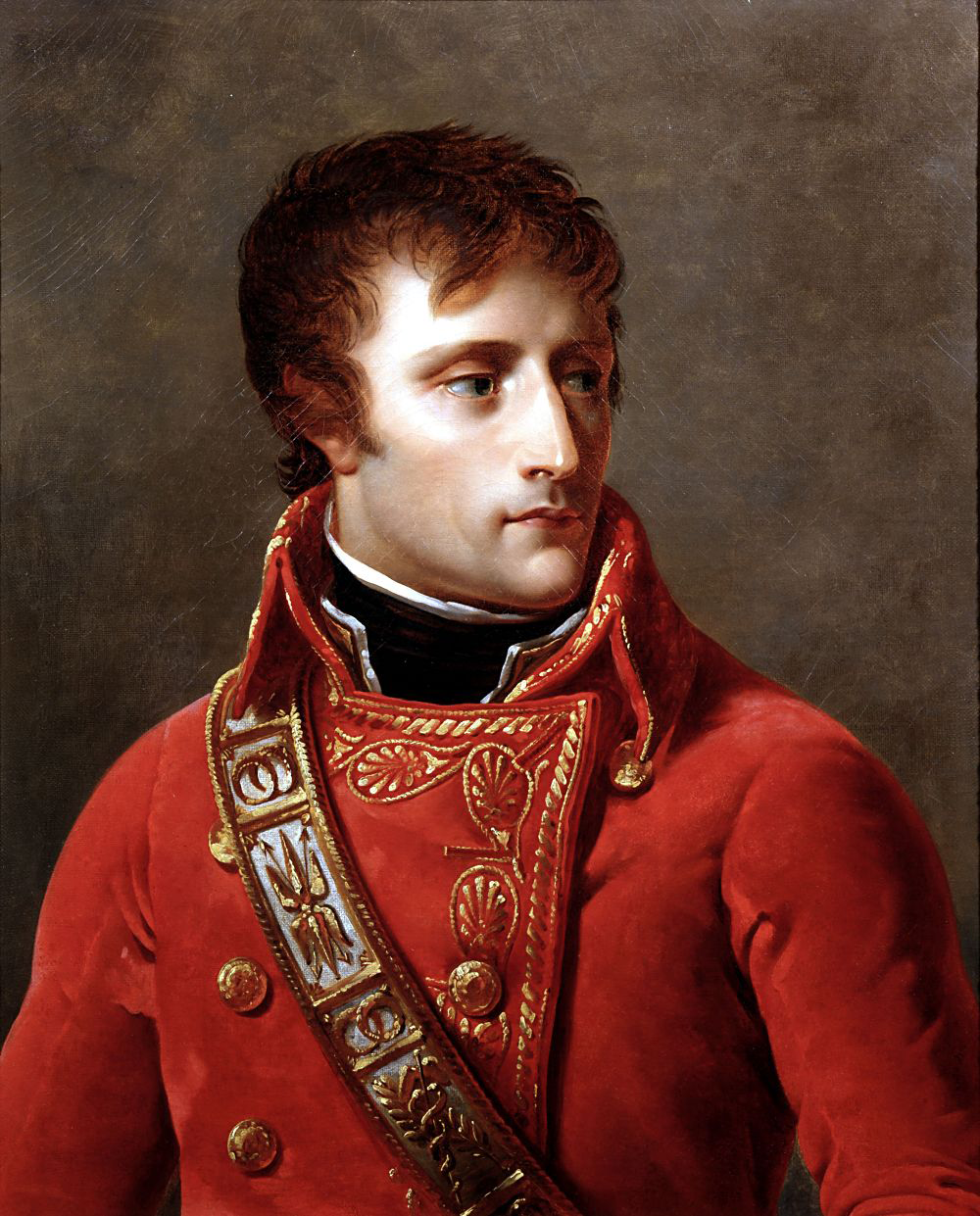
Napoleón I.

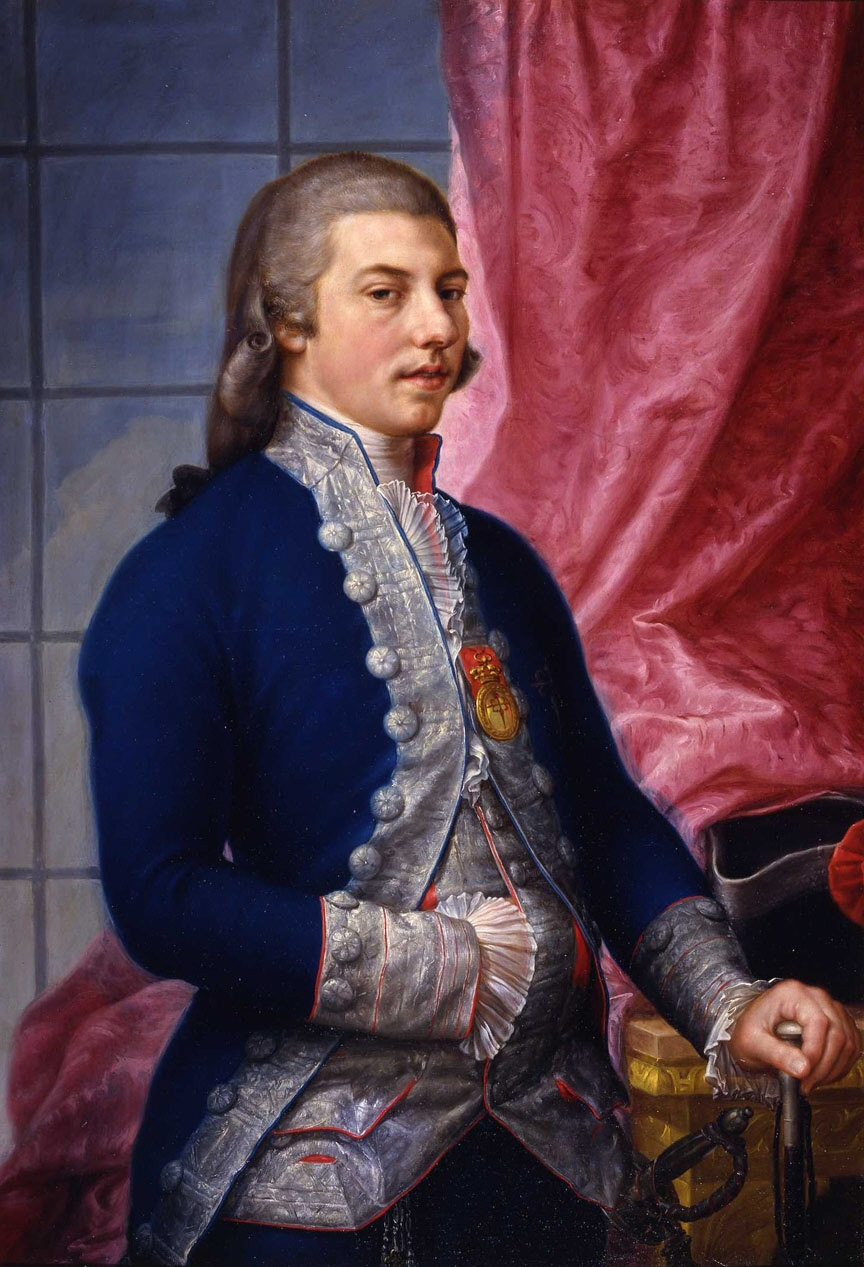
Manuel Godoy

Desde 1799 Francia, con Napoleón Bonaparte en el gobierno, se encontraba en guerra contra la Segunda Coalición formada por el Sacro Imperio Romano Germánico, Reino Unido, Portugal, el reino de Nápoles, Rusia y el Imperio otomano. Portugal mantenía con el Reino Unido una alianza desde los tiempos de la Edad Media (la alianza anglo-portuguesa); los puertos portugueses, abiertos a los navíos británicos, eran puntos estratégicos en el desarrollo de la guerra.

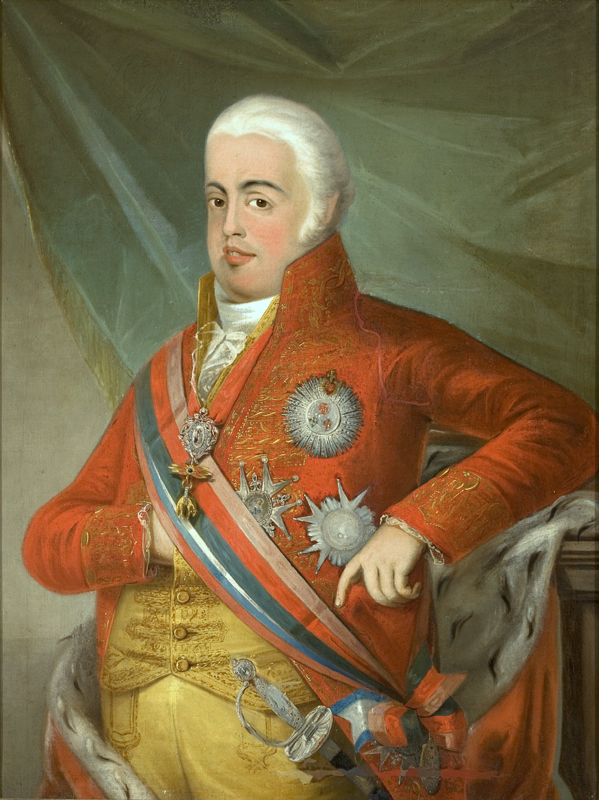
Juan VI de Portugal

España, bajo el reinado de Carlos IV de España y el gobierno de Manuel Godoy, mantenía una alianza con Francia desde la firma del Tratado de San Ildefonso de 1796, por el cual ambos países se comprometían a mantener una política militar conjunta contra ataques de terceros. En cumplimiento de este acuerdo, en enero de 1801 ambos firmaron el Tratado de Madrid, por el cual exigían a Portugal la retirada de su apoyo al Reino Unido y en caso de negativa se comprometían a invadir conjuntamente el país. El rechazo portugués a las peticiones hispanofrancesas llevó a España a declarar la guerra a Portugal a últimos de febrero.
El 20 de mayo, el ejército español bajo el mando de Manuel Godoy, con el apoyo de las tropas auxiliares francesas del general Laurent Gouvión Saint-Cyr en la retaguardia, ocupó algunas plazas del Alto Alentejo portugués, en una rápida campaña que se conocería como la guerra de las Naranjas. Pocos días después, las autoridades portuguesas propusieron la firma de un armisticio.
Juan VI era príncipe regente de Portugal desde 1792 ante la incapacidad de su madre, la reina María I de Portugal.

## Acuerdos

### Tratado de Badajoz
El 6 de junio de 1801 terminó la guerra con la firma de un tratado ajustado en Badajoz por Manuel Godoy y Luis Pinto de Sousa Coutiño.  Entre las partes se acordó lo siguiente:
- Portugal debería cerrar todos sus puertos a los buques del Reino Unido y franquearlos a los franceses.
- Debería pagar una indemnización de guerra: 15 millones de libras tornesas.
- Restitución mutua de los prisioneros tomados durante la guerra.
- Renovación de los tratados de alianza defensiva que existían entre ambos países con anterioridad a la guerra.
- A cambio le serían restituidas todas las plazas alentejanas conquistadas por España en el transcurso de la guerra de las Naranjas (Arronches, Castelo de Vide, Barbacena, Campomayor, Jurumeña, Portalegre y Ouguela), junto con las armas y municiones incautadas en ellas. La excepción a este punto sería el territorio de Olivenza y Táliga, que quedaría para España.
- España garantizaba a Portugal la conservación de todos sus territorios.

El tratado también estipulaba que la violación de cualquiera de sus artículos conduciría a su anulación.

### Tratado de Madrid
El 29 de septiembre del mismo año, Luciano Bonaparte, en nombre de la república francesa, y Cipriano Bibeiro Freire, por la parte portuguesa, firmaron en Madrid un tratado acorde con el de Badajoz, que además incluía algunas concesiones territoriales en Sudamérica.  Las condiciones del acuerdo fueron las siguientes:
- Cese de las hostilidades, restitución mutua de las presas y prisioneros.
- Cierre de los puertos portugueses a los navíos ingleses, y apertura para los franceses.
- Portugal se obligaba a no suministrar socorros a los países enemigos de Francia.
- Restablecimiento de las relaciones comerciales y políticas entre ambos países firmantes.
- El límite entre la Guayana francesa y la Guayana portuguesa se fijó en el río Araguari.

## Consecuencias
Tras el armisticio en la península ibérica, tropas portuguesas e irregulares atacaron y ocuparon la región conocida como Misiones Orientales, en América, no devolviéndola nunca a la jurisdicción española y perteneciendo hoy día a Brasil. Fue la primera violación del tratado.
El Tratado de Badajoz, junto con los tratados de Lunéville, Florencia y París firmados ese mismo año, por los que Francia acordaba las paces con el Sacro Imperio Romano Germánico, Nápoles y Rusia respectivamente, deshicieron la Segunda Coalición, dejando solo al Reino Unido enfrentado a Francia. Al año siguiente, estos dos países firmarían la Paz de Amiens, terminando provisionalmente la guerra en Europa.
Tras la batalla de Trafalgar, en 1805, en que franceses y españoles perdieron frente a Gran Bretaña, el gobierno de Portugal restauró las relaciones con los británicos, sus antiguos aliados. Esto llevó a la guerra peninsular, por lo que Francia declaró cancelado el Tratado de Badajoz, marchando contra Portugal de nuevo entre 1807 y 1810. 
Por el lado portugués, el príncipe regente D. Juan, desde su residencia en Río de Janeiro tras el traslado de la corte portuguesa a Brasil, declaró nulos los tratados el 1 de mayo de 1808 por haber sido establecidos mediante el uso de la fuerza militar.
En el congreso internacional de Viena de 1815, las potencias que vencieron a la Francia napoleónica estudiaron la posibilidad de que Olivenza fuera entregada a Portugal, pero la invasión portuguesa en 1816 de la Banda Oriental del Río de la Plata (actual Uruguay) supuso que en la conferencia de París de 1817-1819 no se llegara a esa decisión. Esto provocó que el Tratado de Viena, que igualmente no conllevaba la entrega de Olivenza a Portugal, fuera anulado y quedara vigente el Tratado de Badajoz de 1801 como fundamento jurídico de la soberanía española sobre Olivenza. 
En la actualidad, todavía hay algunas organizaciones portuguesas pidiendo la devolución de este territorio.  Misiones Orientales, que fue ocupada por Portugal después de firmar la paz, continuó en poder portugués.